# Herrenchiemsee

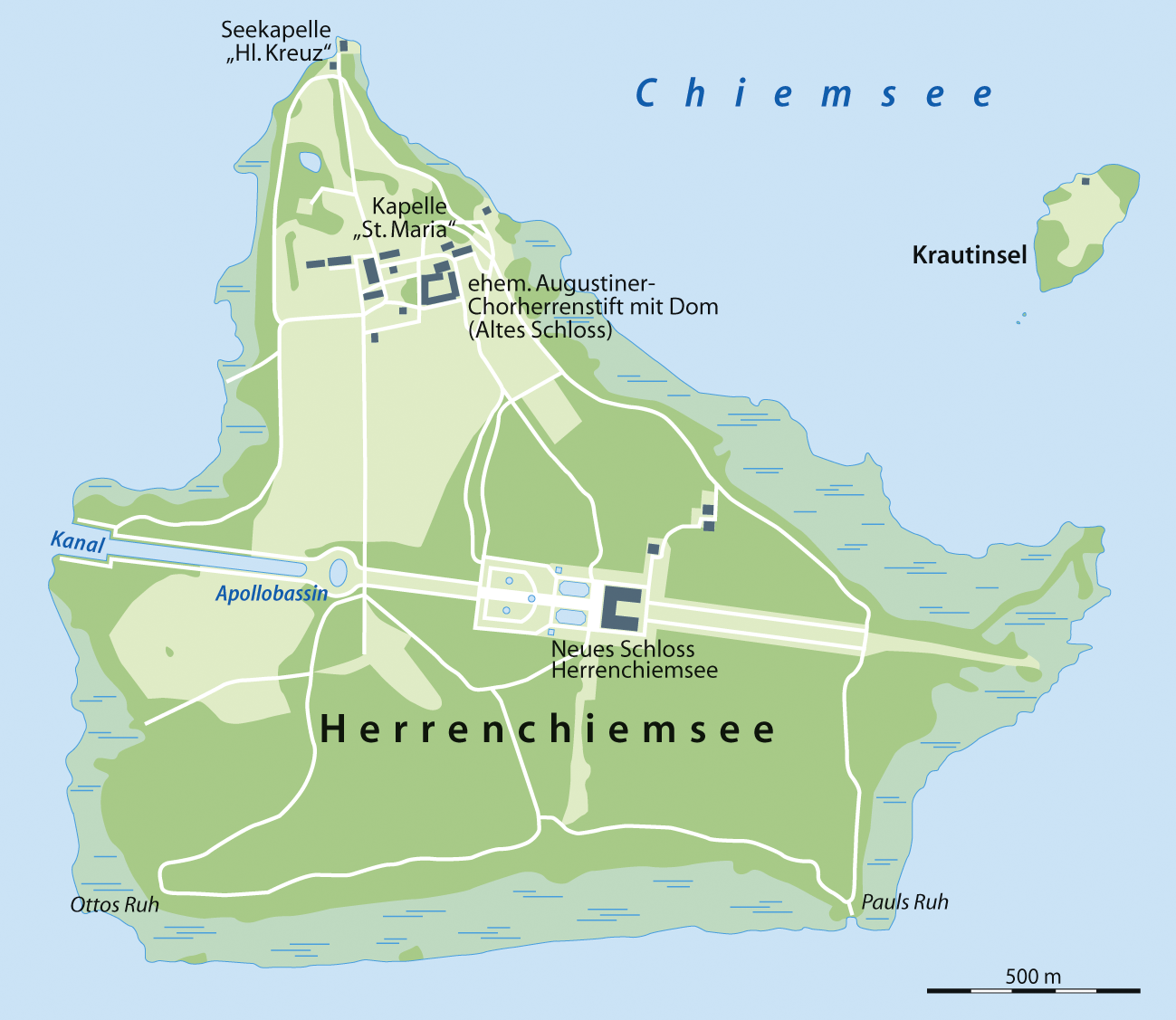
Map

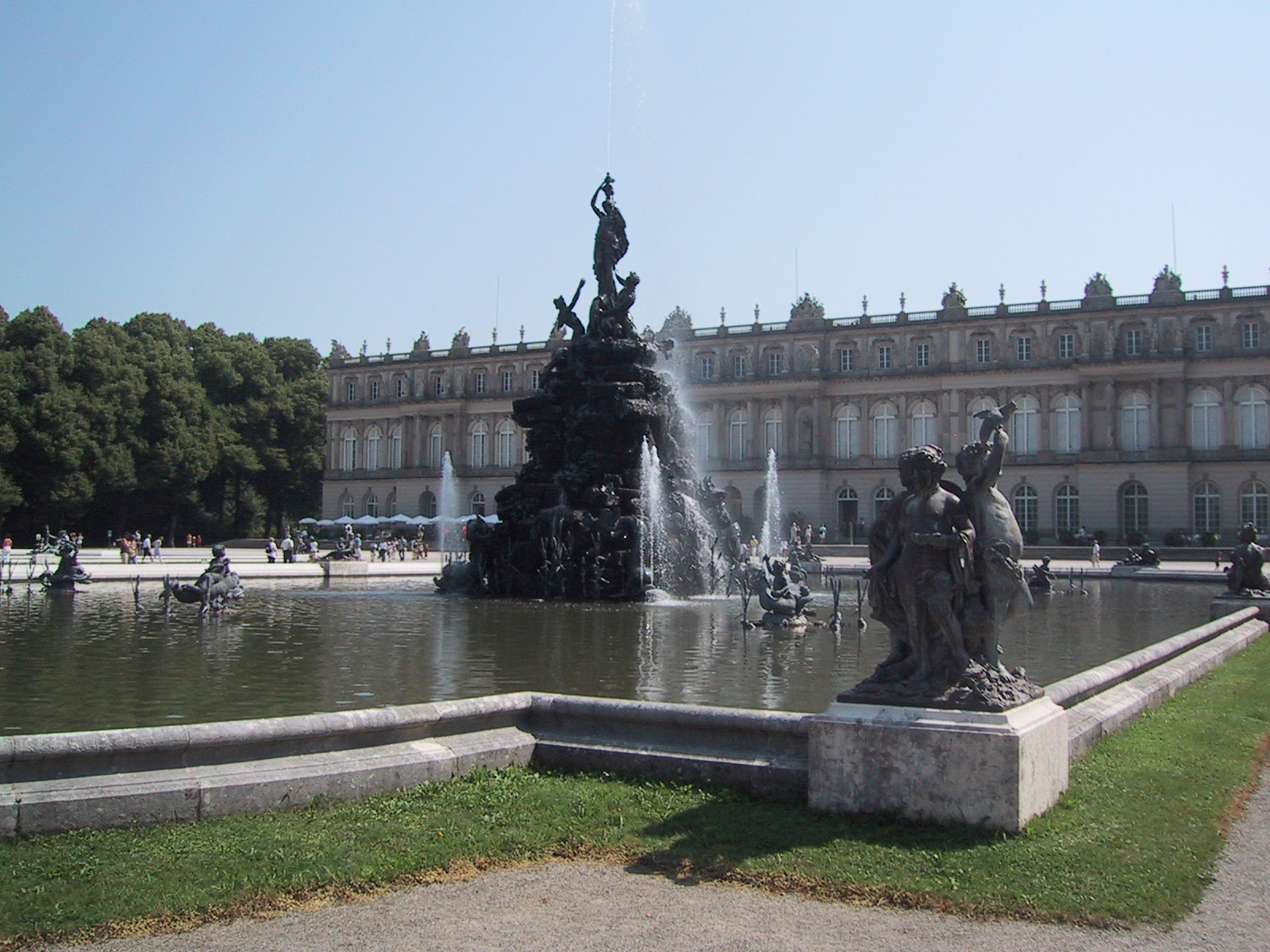
Lâu đài Herrenchiemsee

Đảo Herrenchiemsee (tên cũ: Herrenwörth), có diện tích là 238 mẫu vuông, là đảo lớn nhất của 3 đảo chính tại Chiemsee, một hồ trong tiểu bang Bayern, Đức. Cùng với đảo Fraueninsel và đảo Krautinsel nó lập thành một xã tại Chiemsee.
Mặc dù lớn nhất đảo Herreninsel chỉ có khoảng 30 người ở. Đảo nổi tiếng vì có lâu đài Herrenchiemsee cho xây bởi Ludwig II của Bayern, người mà chỉ ở tổng cộng 9 cho tới 10 ngày ở đó.
Ngoại trừ lâu đài chính, đảo còn có lâu đài cũ mà trước đó là một tu viện Augustinian của Herenchiemsee.

Đảo này có thể viếng thăm quanh năm với tuyến tàu của hãng Chiemsee-Schifffahrt, chủ yếu là từ Gstadt và Prien, một phần cũng có thể tới từ các nơi khác chung quanh hồ cũng như từ đảo Fraueninsel. Đảo không có xe cộ. Mùa hè có xe ngựa chở du khách.

## Lịch sử
Tu viện trên Herreninsel theo truyền thống được thành lập bởi Công tước Tassilo III của Bayern. Việc thành lập trên thực tế đã diễn ra (theo những phát hiện khảo cổ mới nhất) trong khoảng thời gian từ 620 đến 629. Qua 12 thế kỷ cho đến khi thế tục hóa ở Bayern, hòn đảo thuộc sở hữu của tu viện Herrenchiemsee. Hòn đảo đã được vua Ludwig II mua lại vào năm 1873 với giá 350.000 Gulden, sau đó ông đã xây dựng lâu đài Herrenchiemsee mới tại đây. Tại lâu đài cổ (tu viện cũ) ủy ban Công ước Hiến pháp đã họp từ ngày 10 đến 23 tháng 8 năm 1948, để chuẩn bị cho Luật cơ bản của Cộng hòa Liên bang Đức.